# Piano Zachód
Il piano Zachód (tradotto in italiano in "piano Ovest") fu lo studio dello stato maggiore polacco, messo a punto pochi mesi prima della seconda guerra mondiale, relativo a un eventuale conflitto con la Germania: fu edito in due varianti.

## Nascita del piano

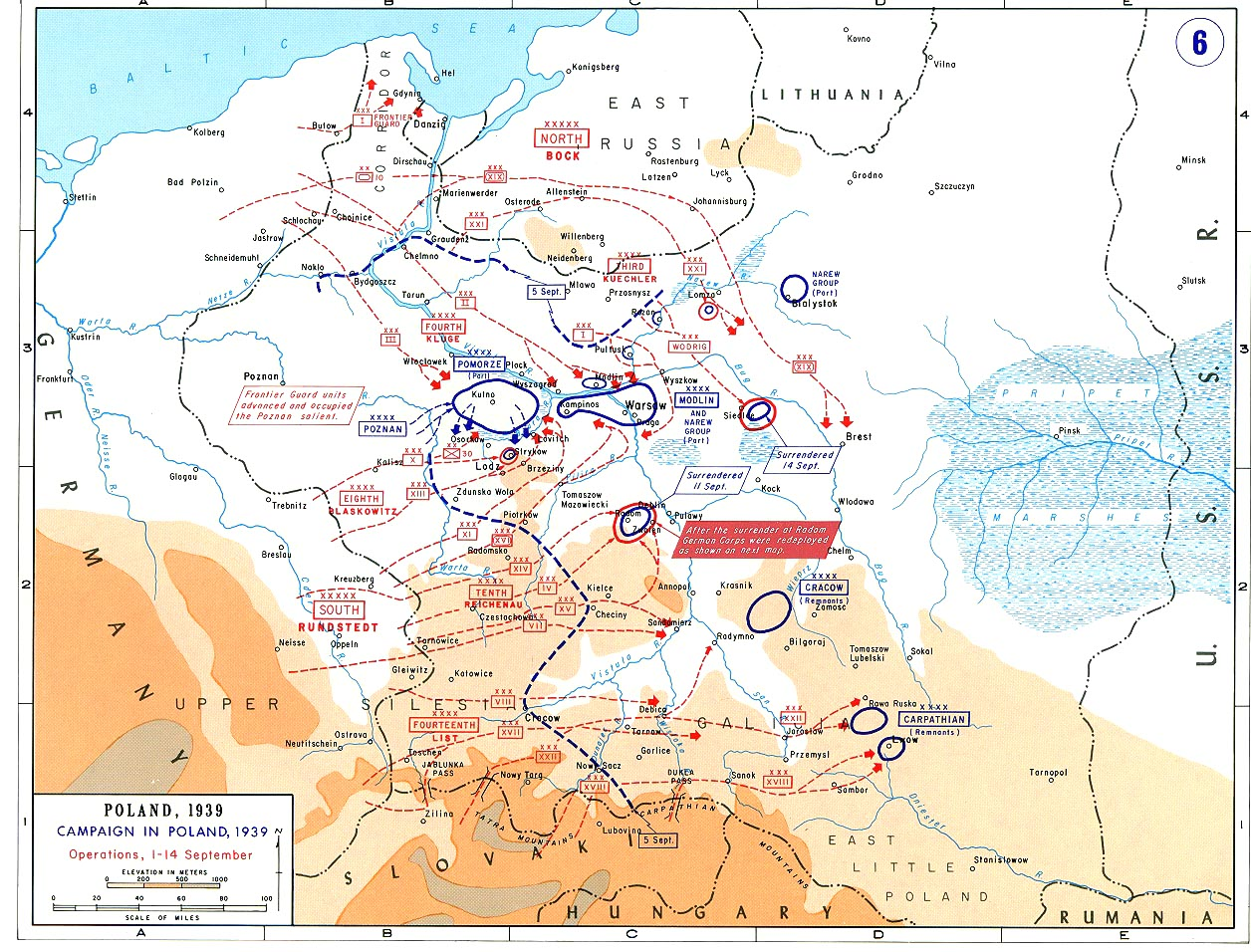
Svolgimento della prima fase della campagna di Polonia: l'applicazione della seconda variante del piano espose l'esercito polacco all'eccessiva dispersione delle proprie forze, favorendo il piano d'attacco tedesco

Agli inizi del 1939 lo stato maggiore polacco riesumò i piani datati 1936 relativi ad un eventuale guerra con la Germania di Adolf Hitler, inaugurando a marzo il piano Zachód (piano Ovest). Esso calcolava che la Wehrmacht fosse in grado di dispiegare, in caso di guerra, circa 110 divisioni di cui 70 sarebbero state inviate a combattere la Polonia per poi ritornare velocemente a presidiare il confine occidentale tedesco. Mentre il piano originaria vedeva nella Pomerania la zona di attacco principale, un aggiornamento fatto nel marzo 1938 dopo l'occupazione tedesca della Cecoslovacchia individuò, correttamente, in Slesia la direttrice d'attacco tedesca primaria.
Nel maggio 1939 i vertici militari polacchi intrapresero contatti con i colleghi francesi per concordare un attacco sulla frontiera occidentale tedesca, ovviamente iniziato da Parigi, allo scopo di alleggerire la pressione sulla Polonia. Maurice Gamelin, comandante dell'esercito francese, assicurò l'impegno di 35-38 delle sue divisioni entro un massimo di due settimane dall'attacco tedesco in Polonia, ma nei fatti lo Stato Maggiore francese non elaborò nessun piano d'azione concreto, sperando piuttosto che i polacchi riuscissero a resistere tre o quattro mesi, il tempo necessario per iniziare un'operazione vera e propria in grande stile.

## Le varianti

### Prima opzione: presidio dei fiumi Biebrza, Narew, Vistola e San
I polacchi misero a punto due varianti del piano Zachód. La prima, che non venne applicata nella campagna di Polonia, si rifaceva alle idee del generale francese Maxime Weygand secondo cui l'esercito polacco avrebbe dovuto attestarsi lungo la vecchia linea fortificata russa lungo i fiumi Biebrza, Narew, Vistola e San, evitando così di disperdere le sole trenta divisioni di cui era composto. Essenziale per la buona riuscita dell'operazione era la mobilitazione di un gran numero di uomini dalle popolose province ad ovest della linea di difesa, tuttavia, uno dei presupposti del piano d'invasione tedesco (Fall Weiß) era che la Germania avesse colpito prima della mobilitazione completa, tagliando così fuori gran parte dei soldati polacchi prima ancora che questi fossero riusciti a raggiungere le linee difensive. Il fattore che di più indusse l'esercito polacco a non prediligere questa opzione erano però le ultime mosse in politica estera di Hitler, che da poco aveva annesso i Sudeti: schierando infatti un gran numero di truppe ad est, vi era la convinzione nei generali polacchi che l'esercito tedesco tentasse semplicemente di prendere il corridoio di Danzica, la Slesia e la Pomerania, eventualità che il governo di Varsavia non era disposto neanche ad immaginare.

### Seconda opzione: difesa delle frontiere
La seconda variante del piano, quella che effettivamente trovò attuazione nella campagna di Polonia, prevedeva di posizionare le truppe polacche ben oltre la linea dei fiumi vicino alla frontiera orientale. Calcolando in quindici giorni la durata della mobilitazione completa, l'esercito avrebbe dovuto tenere ad oltranza le linee ad ovest dando così tempo al grosso delle truppe di mettersi in posizione ed accorrere, anch'esse, ad occidente. Difendendo infatti la parte occidentale della Polonia Gran Bretagna e Francia sarebbero state maggiormente propense ad attaccare la Germania dando così respiro alle inferiori, numericamente e materialmente, divisioni polacche. Queste avrebbero, secondo gli stessi generali polacchi, inevitabilmente ripiegato verso est, evitando battaglie decisive ma guadagnando ogni giorno tempo prezioso per la sperata offensiva anglo-francese.
Questo piano era comunque non privo di difetti. In primo luogo, le poco numerose divisioni di fanteria polacche avrebbero dovuto coprire settori ben al di là delle proprie possibilità, inoltre i generali polacchi sottovalutarono la velocità d'azione tedesca, le cui forze, mobili e motorizzate, sfondarono la prima linea sfruttando con rapidità i successi ottenuti. Il patto Molotov-Ribbentrop siglato il 23 agosto 1939 tra i ministri degli esteri tedesco e sovietico non giovò all'esercito polacco, che ovviamente non era a conoscenza della clausola segreta che permetteva all'Unione Sovietica di invadere il paese dal confine orientale polacco. Le esigue divisioni polacche non riuscirono a presidiare entrambi i confini del paese, lasciando a guardia dell'Unione Sovietica, inconsapevolmente, solo piccole guarnigioni di frontiera.